# Las Aguas (San Juan de la Rambla)
Las Aguas es una de las entidades de población que conforman el municipio de San Juan de la Rambla, en la isla de Tenerife —Canarias, España—.

## Características
Está situada a 4,3 kilómetros de la capital municipal, a una altitud media de 60 m s. n. m.
La localidad cuenta con una plaza pública, un parque infantil, una ermita dedicada a la Cruz y a San Pedro, un centro cultural, un polideportivo, un campo municipal de fútbol, una piscina municipal, gasolinera y algunos bares y restaurantes.

## Demografía
| Año        | 2000 | 2001 | 2002 | 2003 | 2004 | 2005 | 2006 | 2007 | 2008 | 2009 | 2010 | 2011 | 2012 | 2013 | 2014 | 2015 |
| ---------- | ---- | ---- | ---- | ---- | ---- | ---- | ---- | ---- | ---- | ---- | ---- | ---- | ---- | ---- | ---- | ---- |
| Habitantes | 338  | 363  | 408  | 412  | 406  | 392  | 401  | 400  | 404  | 406  | 404  | 417  | 430  | 446  | 438  | 413  |

## Comunicaciones
Se accede al barrio por la Carretera Comarcal TF-5.

### Transporte público
En autobús —guagua— queda conectado por las siguientes líneas de TITSA:
| Línea | Trayecto                                                                | Recorrido     |
| ----- | ----------------------------------------------------------------------- | ------------- |
| 106   | Santa Cruz - Icod de los Vinos (express)                                | Horario/Línea |
| 107   | Santa Cruz - Buenavista (por Aeropuerto Norte)                          | Horario/Línea |
| 108   | Santa Cruz - Icod de los Vinos (por Aeropuerto Norte)                   | Horario/Línea |
| 325   | Puerto de la Cruz - Acantilados de Los Gigantes (por Icod de los Vinos) | Horario/Línea |

## Lugares de interés
- VillaVisi apartamentos ecosostenibles
- Casa rural Al Mar
- Casa rural El Cantito
- Playa de Las Aguas
- Zona recreativa El Saucito